# Crimint
Crimint es una base de datos de la Policía Metropolitana de Londres. Almacena información sobre criminales, sospechosos o manifestantes.

## Historia
El término Crimint nace de la unión de los términos criminal e inteligencia. La base fue creada en 1994 y generada por la empresa escocesa Memex Technology Limited.

## Uso y protección de datos
Cualquier persona puede requerir la información que se guarda sobre ella en dicha base de datos, a tenor de las distintas leyes de protección de datos. Es a través de estos requerimientos como se sabe que la base de datos contiene también grandes cantidades de información sobre manifestantes que no han cometido ningún delito.